# Megasport Arena
Megasport Arena, também conhecido como Megasport Sport Palace é um arena multi-uso localizado em Moscou, Russia. A arena está situada no Khodynka Field e possui a capacidade máxima para 13.926 pessoas. É usada para jogos de Róquei no gelo e Basquetebol.

## História
O Megasport Sport Palace foi inaugurado em dezembro de 2006. Foi uma das arenas que sediou o Campeonato Mundial Masculino de Hóquei no Gelo de 2007. Foi também o palco do Sultan Ibragimov contra Evander Holyfield World Heavyweight Title Fight, em 13 de outubro de 2007. Em 23 de janeiro de 2008, o CSKA Moscou sediou um jogo da temporada regular da EuroLeague contra TAU Cerámica na arena, diante de uma quase lotação esgotada 13.000 público presente. Havia rumores de que a Megasport Arena seria o local do 54º Festival Eurovisão da Canção em 2009, mas, em vez disso, a competição foi realizada na Arena Olímpica Interior, em Moscou. Em 24 de março de 2011, a International Skating Union (ISU) transferiu o Campeonato Mundial de Patinação Artística 2011 para a Megasport Arena, em Moscou. Em 2016, a arena se tornou a casa do clube CSKA Moscow, da VTB United League, para os jogos da Euroliga.